# Elvis has left the building
Elvis has left the building! (Elvis hat das Gebäude verlassen) ist eine Redensart, die oft von Sprechern nach Konzerten von Elvis Presley verwendet wurde, um auf eine Zugabe wartende Zuschauer zum Gehen zu veranlassen. Al Dvorin, ein Sprecher, der während Presleys gesamter Karriere mit diesem reiste, machte die Redensart bekannt, weil seine Stimme auf vielen Aufnahmen von Presleys Auftritten zu hören war.

## Entstehung
Geprägt wurde dieser Ausspruch von Horace Lee Logan anlässlich Presleys letzten Konzertes für die US-amerikanische Country-Musiksendung Louisiana Hayride am 15. Dezember 1956. Logan appellierte nach Elvis’ Auftritt an die tobenden Zuschauer, nicht für einen letzten Blick auf ihr Idol nach draußen zu stürmen, sondern sich stattdessen die anderen Künstler der Show anzusehen. Der komplette Ausspruch Logans lautete “Please, young people … Elvis has left the building. He has gotten in his car and driven away. Please take your seats.” („Bitte, junge Leute … Elvis hat das Gebäude verlassen. Er ist in sein Auto gestiegen und weggefahren. Bitte setzt Euch hin.“) Seitdem ist dieser Ausdruck ein geflügelter Spruch in der Popkultur geworden und wird häufig dann verwendet, wenn jemand in irgendeiner Weise die Szene verlässt.

## Heutige Verwendung
- Radio- und Fernsehkommentatoren für Baseball verwenden den Ausdruck manchmal, um einen Home Run zu beschreiben, da dieser typischerweise auf einen Schlag des Balls über die Feldgrenze in die Publikumsreihen folgt.
- Pittsburgh Penguins Eishockey Rundfunksprecher Mike Lange benutzt den Ausdruck nach Heim-Siegen von Pittsburgh.
- Am Ende von einigen Frasier-Folgen sagt Kelsey Grammer Frasier has left the building. Diese zeitgenössische Anspielung auf Elvis war ein sehr beliebter Weg, den Zuschauern mitzuteilen, dass die Sendung zu Ende war.
- Auch im Film Independence Day (1996) wird dieser Ausspruch verwendet, als die Protagonisten dem feindlichen Raumschiff entkommen.
- Im Actionfilm Crime is King (2001) fällt der Satz, nachdem Gangster in Elvis-Presley-Kostümen ein Casino ausgeraubt haben und während des Auftritts eines Presley-Imitators entkommen sind.
- Der Abspann des Filmes Jay und Silent Bob schlagen zurück (2001) endet mit den Worten Jay and Silent Bob have left the building.
- Der Redensart verdankt die Film-Komödie Elvis Has Left the Building (2004) ihren Titel.
- Frank Zappa schrieb den Song Elvis has just left the Building für sein 1988er-Album Broadway the Hard Way. Das Lied ist eine ironische Anspielung auf den Starkult in der Popmusik.
- Die Rockband Living Colour veröffentlichte 1990 die Single Elvis is Dead (vom Album Time’s Up), in der dieses Zitat zu hören ist (neben einem deutschen „Elvis ist begraben“ und ähnlichen Aussagen in verschiedenen Sprachen).
- In dem Computerspiel Grand Theft Auto 2 erscheint der Satz auf dem Bildschirm, wenn man eine Gruppe Elvis-Doppelgänger überfährt.
- In Grand Theft Auto: Liberty City Stories sagt der Protagonist Toni Cipriani, nachdem er einen seiner Gegner getötet hat: Ladies and gentlemen, Paulie Sindacco has left the Building.
- In der englischen Version des Musicals Tanz der Vampire trägt ein Lied den Titel God has left the Building.
- Im Song Calling Elvis der Dire Straits lautet eine Zeile Did he leave the building?
- Ein Song von Bruce Dickinson ist nach der Redensart betitelt.
- In dem Kettcar-Song Graceland hört man am Ende ebenfalls diese Redewendung. Im Text heißt es auch Elvis has left the Kartenhaus.
- In der 13. Folge der dritten Staffel von ALF verwendet Alf diesen Spruch. Die Folge handelt von Presley.
- In der Fernsehserie Burn Notice benutzt Sam Axe (Bruce Campbell) in der zehnten Folge der zweiten Staffel Lockvogel die Phrase He has left the Building scherzhaft als Erklärung für den Aufenthaltsort eines gefesselten Gefangenen, den er kurz zuvor aus dem Fenster geworfen hat.
- Auch in der Comedyserie King of Queens benutzt Doug Heffernan (Kevin James) in der siebten Folge der dritten Staffel Trio Infernale in Anspielung auf seine gewachsenen Elvis-Koteletten den Satz.
- 1992 absolvierten The KLF bei der Preisverleihung des Brit Award ihren letzten gemeinsamen Auftritt. The KLF taten sich zum Auftritt mit der Grindcore-Formation Extreme Noise Terror zusammen, schossen mit Maschinenpistolen und Platzpatronen in die Zuschauermenge und ließen nach einer zweieinhalbminütigen Lärmversion ihres Hits 3 A.M. Eternal und der abschließenden Durchsage The KLF has now left the music business ein verstörtes Publikum zurück.
- Auf dem Album The Ultimate Aural Orgasm der Band Scooter trägt ein Lied den Titel The Shit That Killed Elvis. Dieses Lied wird mit einer Telefonansage beendet, die den Hörer anweist „Sorry, Elvis just left the building. Please try again.“
- Die Punkband Broilers verwendet in ihrem Lied Punkrock Love Song mit Kurz nachdem Elvis das Gebäude für immer verließ eine eingedeutschte Anspielung auf die Redewendung.
- In der Comedyserie Two and a Half Men benutzt Alan Harper (Jon Cryer) in der achten Folge der dritten Staffel, That Voodoo That I Do Do, die Redewendung, um Charlie Harper (Charlie Sheen) darauf aufmerksam zu machen, dass seine Annäherungsversuche bei einer Frau nicht gewirkt haben. Denn diese hatte gerade, unbeeindruckt, das Café verlassen.
- Nachdem das letzte Crewmitglied das Spaceshuttle „Atlantis“ nach dessen letztem Einsatz und erfolgreicher Landung am 21. Juli 2011 verlassen hatte, wurde dies über Funk mit Last crew member is out, Elvis has left the building kommentiert.
- Bei der offiziellen Verabschiedung des WWE-Superstars Shawn Michaels wurde dieser in Anlehnung an dieses Zitat mit den Worten Ladies and Gentlemen, the Heartbreak Kid Shawn Michaels has left the building verabschiedet.
- Im Film American Princess (Chasing Liberty, 2004) verwenden die Agenten des Secret Service die Bezeichnung „Liberty“ als Codename für die Tochter des US-Präsidenten, die sie zu beschützen haben. Über ihre Walkie Talkies kommunizieren sie u. a. Liberty has left the building.
- In der Radiosendung von Kai Karsten im Radiosender SWR 3 erklingt am Ende die Aussage „Kai Karsten hat das Funkhaus soeben verlassen“.
- Die Folge „Der Tag der offenen Tür“ der Kinderzeichentrickserie Feuerwehrmann Sam endet mit den Worten „Elvis hat das Gebäude verlassen“ (In der Serie gibt es eine Figur namens Elvis).
- Die englische Elektro-Punk-Band Sleaford Mods verwendet in ihrem Song „TCR“ die etwas schärfere Formulierung “Elvis has definitely left the fucking building”.
- Im Film Der Tod kommt Krass von Erkan und Stefan wird die Phrase von den beiden verwendet, nachdem sie den verstorbenen Moderator Hardy Flanders in den Wäscheschacht des Kreuzfahrtschiffs geworfen hatten.
- Nach dem Umzug vom alten Standort in der 57th Street an den Times Square prangte an den verschlossenen Türen des Hard Rock Cafés in New York City der Schriftzug “Elvis has left the building”.
- Die Redewendung fand am Anfang und am Schluss des Filmdramas Mein Leben mit Amanda (2018) Verwendung.
- Ebenfalls Verwendung fand die Phrase am Ende des Films Elvis (2022).
- In der Folge „Der King ist tot“ der Fernsehserie K11 – Die neuen Fälle findet die Phrase von Kriminalhauptkommissar Robert Ritter und einer Zeugin Anwendung, als ein toter Elvis-Imitator von zwei Leichenbestattern vom Fundort abtransportiert wird.
- Im Spielfilm Die üblichen Verdächtigen wird dieser Ausdruck von Schauspieler Stephen Baldwin während des Überfalls auf dem Schiff ausgesprochen.[1][2] In der eingedeutschten Version des Films heißt es aus synchrontechnischen Gründen: Elvis hat den Saal verlassen.[3]